# Edmer z Canterbury
Edmer z Canterbury (ur. ok. 1060/1064, zm. ok. 1124/1128) – angielski historyk, teolog i mnich benedyktyński. Biograf Anzelma z Canterbury.

## Życiorys
Urodził się ok. 1060 albo ok. 1064 roku. Pochodził z zamożnej rodziny, która zubożała w wyniku najazdu Normanów. W młodości został mnichem w benedyktyńskim Kościele Chrystusa w Canterbury. W 1079 roku poznał Anzelma i został jego towarzyszem. Czternaście lat później, gdy Anzelm został arcybiskupem Canterbury, Edmer został jego sekretarzem. Towarzyszył mu w jego podróżach do Rzymu, Cluny i na synody w Bari i Rzymie. W 1121 roku został wybrany na biskupa St Andrews, jednak odmówił przyjęcia sakry od innego biskupa niż arcybiskupa Yorku, wobec czego nie został wyświęcony. Zmarł około 1124 albo 1128 roku.

## Dzieła
Lista:
- Historia novorum in Anglia (1115)
- Vita Anselmi (1124)
- De conceptione Sanctae Mariae